# Tomoyoshi Tsurumi
Pour les articles homonymes, voir Tsurumi.
Tomoyoshi Tsurumi (鶴見 智美, Tsurumi Tomoyoshi) est un footballeur japonais né le 12 octobre 1979 à Kōfu.